# Šúkiči Cudžimura
Šúkiči Cudžimura (辻村修吉, Tsujimura Shūkichi, 1910–1991) byl japonský fotograf aktivní ve 20. století. Jeho fotografie jsou ve sbírce Tokijského muzea fotografie.

## Životopis
Autor je známý svými černobílými fotografiemi dětí, které pořídil ve 40. letech 20. století.